# Złota Karczma

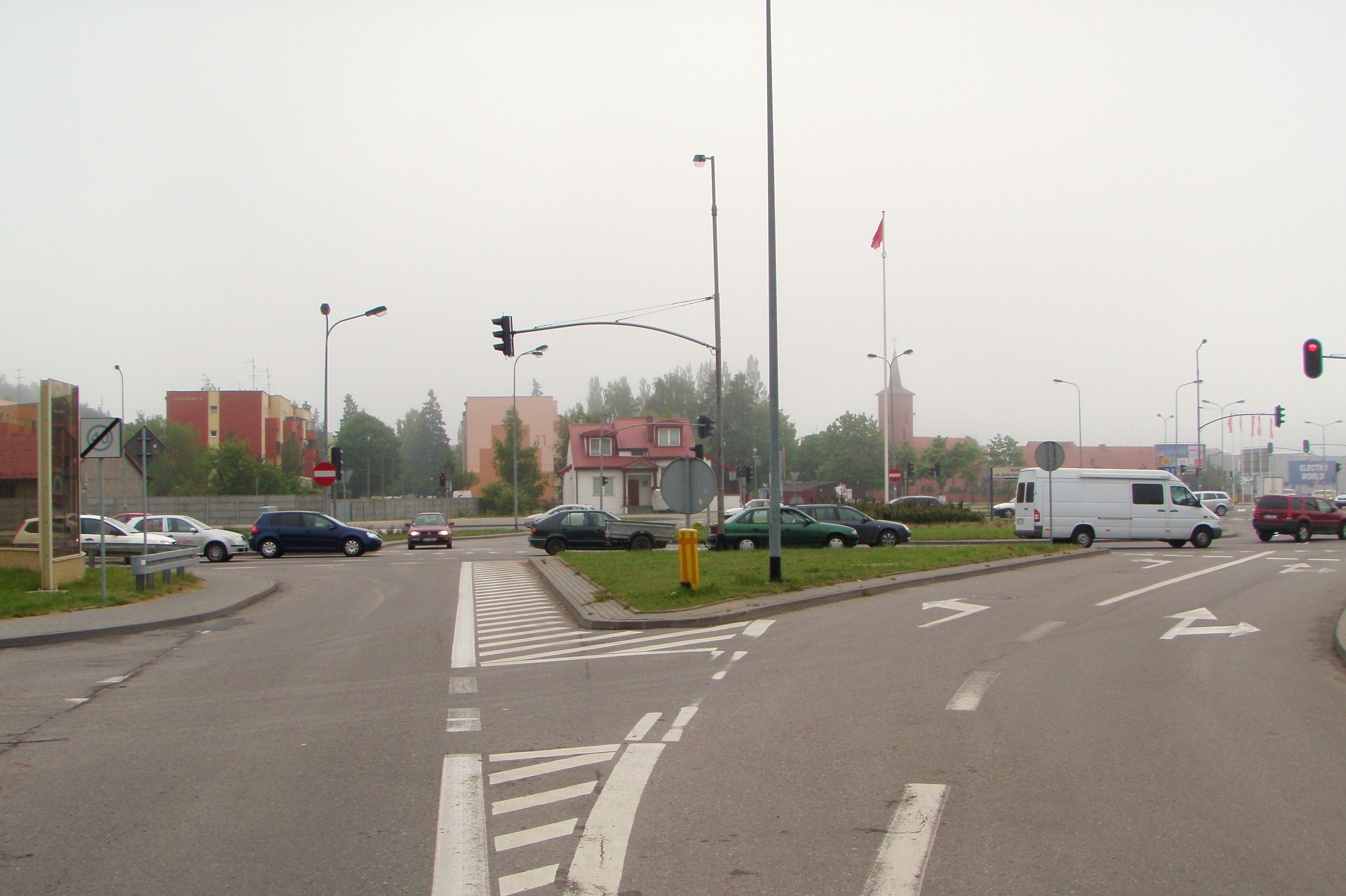
Złota Karczma

Złota Karczma (kaszb. Złotô Karczma, niem. Goldkrug) – osiedle w Gdańsku, na wschodzie dzielnicy Matarnia i na zachodnim obrzeżu Trójmiejskiego Parku Krajobrazowego. Obszarem osiedla prowadzi turystyczny szlak Wzgórz Szymbarskich.
Złota Karczma została włączona w granice administracyjne miasta w 1954 i należy do okręgu historycznego Wyżyny.

## Położenie

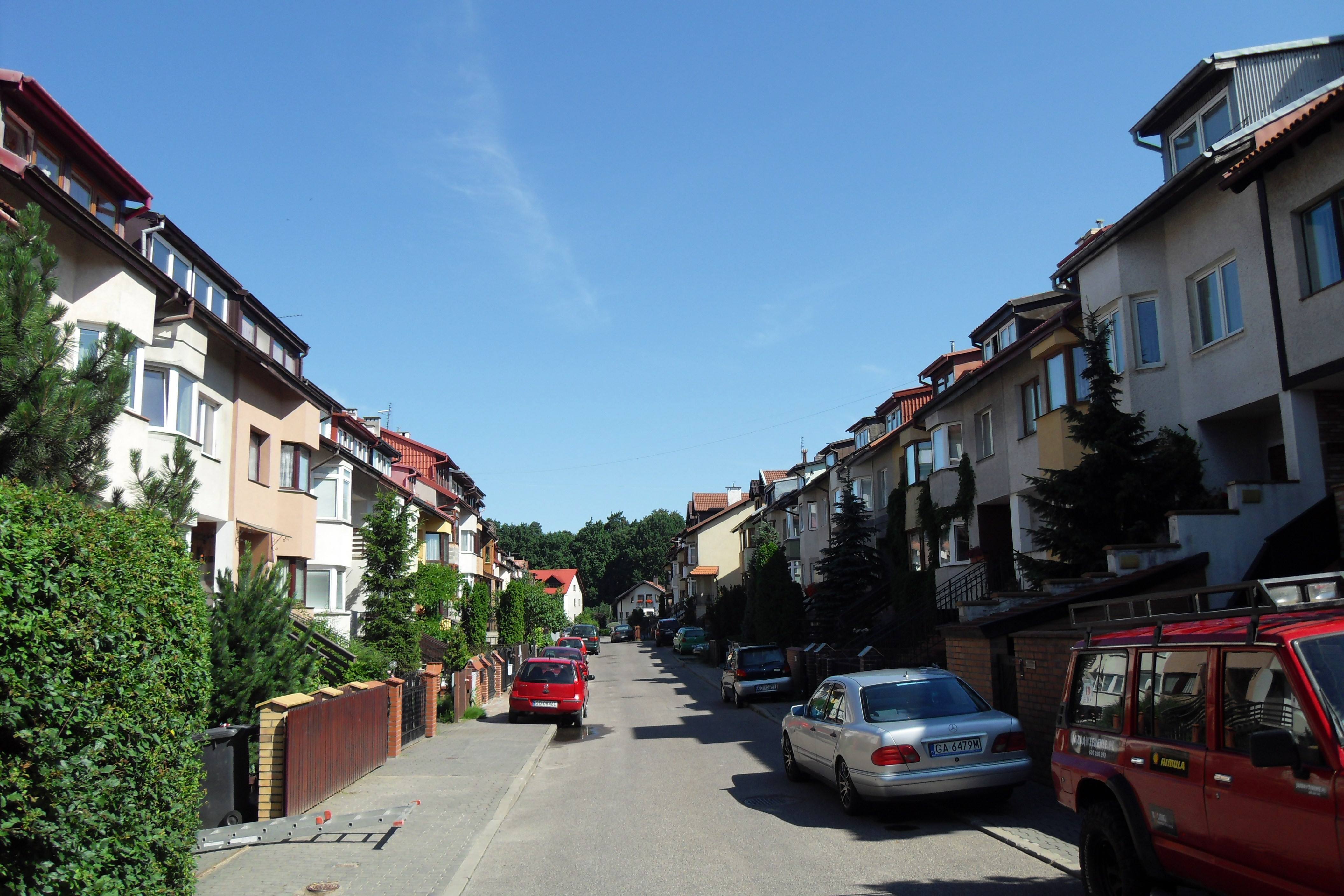
Osiedle Muzyczne, ul. Lutniowa

Złota Karczma od północy graniczy z osiedlem Klukowo, od zachodu ze starą Matarnią, od południa z Kokoszkami, a od wschodu z Niedźwiednikiem. Na południowo-wschodnim krańcu osiedla znajduje się wzniesienie zwane Górą Matemblewską, o wysokości 160 m n.p.m. Przy zachodnim krańcu Złotej Karczmy znajduje się węzeł drogowy Matarnia, w ciągu obwodnicy Trójmiasta przy drodze ekspresowej nr S6.

## Historia
Od 1707 istniała karczma należąca do dóbr Brętowo, na gruntach Matarni. Do 1773 były to dobra klasztoru w Oliwie.
Od 1920 do 1 września 1939 Złota Karczma znajdowała się na obszarze Wolnego Miasta Gdańska. Dawny budynek odpraw celnych znajduje się jeszcze przy ul. Słowackiego. Za Oddziałem Prewencji Policji (OPP) znajduje się linia starych niemieckich okopów, w tym betonowa podstawa od stanowiska armaty przeciwlotniczej typu „Flak 88” oraz inne budowle ziemne z ostatniej wojny. W 1945 była miejscem ciężkich walk pomiędzy oddziałami radzieckimi a niemieckimi. Niemcy zniszczyli ogniem na wprost, z dział kalibru 88 mm ustawionych w lesie koło Złotej Karczmy, kilkanaście radzieckich T-34, na polach w okolicy obecnego podejścia do lotniska.

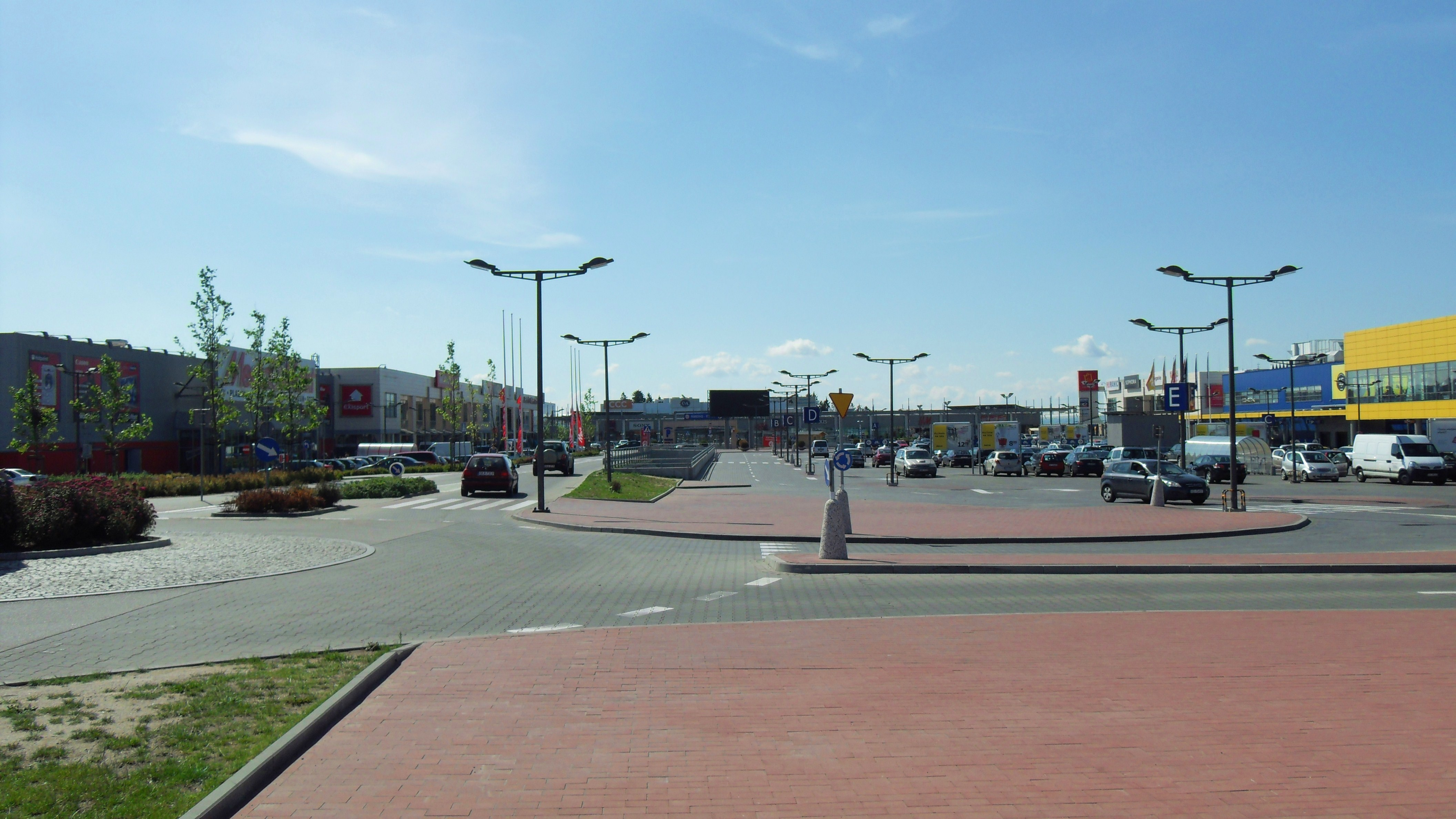
Park Handlowy Matarnia

Osiedle w latach 80. i 90. znane było z budynków wielorodzinnych, budowanych specjalnie dla policjantów i pracowników służby zdrowia. W latach siedemdziesiątych powstały koszary ZOMO (obecnie Oddziały Prewencji Policji Komendy Wojewódzkiej Policji w Gdańsku), składające się z nadal wykorzystywanego przez policję obiektu koło ulicy Słowackiego oraz koszar przy ulicy Słabego (obecnie zespół szkół).
Pod koniec lat 80. zaczęto budować domy jednorodzinne, które aktualnie tworzą tzw. Osiedle Muzyczne. Generalnie od tamtego właśnie momentu, osiedle to przestało kojarzyć się z policją, a zamieszkiwać zaczęli je w większości cywile. W ostatnich latach za sprawą wybudowania Parku Handlowego Matarnia (w którego skład wchodzą m.in. Ikea, Obi i Media Markt) i poszerzenia (zwiększenia przepustowości) ul. Słowackiego, zmieniła się struktura zabudowy i mieszkańców na tym osiedlu. Efektem tego są trzy nowe budynki wielorodzinne przy ul. Majora Mieczysława Słabego, oddane do użytku w latach 2005–2007. We wrześniu 2013 zakończono budowę drugiego etapu osiedla „Cztery Kąty”, składające się z 4 budynków mieszkalnych, zlokalizowanego też przy ulicy M. Słabego (południowo-wschodnia część dzielnicy).